# Infinity Awards
Les Infinity Awards regroupent une série de prix, décernés par le Centre international de la photographie à New York.

## Liste des prix
- Prix pour l'œuvre d'une vie
- Prix Cornell-Capa
- Prix Getty Images de la réalisation
- Prix ICP Trustees
- Prix Maître de la photographie
- Prix de la photographie appliquée
- Infinity Award du photojournalisme
- Infinity Award for Art
- Prix de l'Ecriture Infinity Award
- Prix de la publication Infinity Award
- Prix du design Infinity Award
- Prix jeune photographe Infinity Award
- Prix spécial Infinity Award